# Montilliers
Montilliers és un municipi francès situat al departament de Maine i Loira i a la regió de País del Loira. L'any 2007 tenia 1.153 habitants.

## Demografia

### Població
El 2007 la població de fet de Montilliers era de 1.153 persones. Hi havia 394 famílies de les quals 80 eren unipersonals (52 homes vivint sols i 28 dones vivint soles), 125 parelles sense fills, 169 parelles amb fills i 20 famílies monoparentals amb fills.
La població ha evolucionat segons el següent gràfic:
Habitants censats

### Habitatges
El 2007 hi havia 444 habitatges, 406 eren l'habitatge principal de la família, 10 eren segones residències i 28 estaven desocupats. 434 eren cases i 9 eren apartaments. Dels 406 habitatges principals, 298 estaven ocupats pels seus propietaris, 105 estaven llogats i ocupats pels llogaters i 4 estaven cedits a títol gratuït; 1 tenia una cambra, 17 en tenien dues, 67 en tenien tres, 74 en tenien quatre i 246 en tenien cinc o més. 319 habitatges disposaven pel capbaix d'una plaça de pàrquing. A 168 habitatges hi havia un automòbil i a 219 n'hi havia dos o més.

### Piràmide de població
La piràmide de població per edats i sexe el 2009 era:
| Homes | Edats   | Dones |
| ----- | ------- | ----- |
| 4     | 95 o +  | 0     |
| 0     | 90 a 94 | 16    |
| 16    | 85 a 89 | 16    |
| 4     | 80 a 84 | 16    |
| 12    | 75 a 79 | 20    |
| 16    | 70 a 74 | 16    |
| 28    | 65 a 69 | 16    |
| 28    | 60 a 64 | 32    |
| 20    | 55 a 59 | 32    |
| 32    | 50 a 54 | 36    |
| 36    | 45 a 49 | 36    |
| 76    | 40 a 44 | 40    |
| 16    | 35 a 39 | 44    |
| 44    | 30 a 34 | 36    |
| 32    | 25 a 29 | 12    |
| 40    | 20 a 24 | 28    |
| 56    | 15 a 19 | 48    |
| 36    | 10 a 14 | 52    |
| 28    | 5 a 9   | 48    |
| 36    | 0 a 4   | 24    |

## Economia
El 2007 la població en edat de treballar era de 699 persones, 557 eren actives i 142 eren inactives. De les 557 persones actives 526 estaven ocupades (290 homes i 236 dones) i 31 estaven aturades (11 homes i 20 dones). De les 142 persones inactives 57 estaven jubilades, 48 estaven estudiant i 37 estaven classificades com a «altres inactius».

### Ingressos
El 2009 a Montilliers hi havia 422 unitats fiscals que integraven 1.145,5 persones, la mediana anual d'ingressos fiscals per persona era de 15.954 €.

### Activitats econòmiques
Dels 46 establiments que hi havia el 2007, 1 era d'una empresa alimentària, 3 d'empreses de fabricació de material elèctric, 8 d'empreses de fabricació d'altres productes industrials, 11 d'empreses de construcció, 9 d'empreses de comerç i reparació d'automòbils, 1 d'una empresa de transport, 2 d'empreses d'hostatgeria i restauració, 4 d'empreses financeres, 2 d'empreses immobiliàries, 3 d'empreses de serveis, 1 d'una entitat de l'administració pública i 1 d'una empresa classificada com a «altres activitats de serveis».
Dels 14 establiments de servei als particulars que hi havia el 2009, 2 eren tallers de reparació d'automòbils i de material agrícola, 2 paletes, 4 fusteries, 1 lampisteria, 2 electricistes, 1 perruqueria i 2 restaurants.
Dels 2 establiments comercials que hi havia el 2009, 1 era una fleca i 1 una botiga d'equipament de la llar.
L'any 2000 a Montilliers hi havia 57 explotacions agrícoles que ocupaven un total de 2.040 hectàrees.

## Equipaments sanitaris i escolars
El 2009 hi havia una escola elemental.

## Poblacions més properes
El següent diagrama mostra les poblacions més properes.